# Католицизм в Намибии

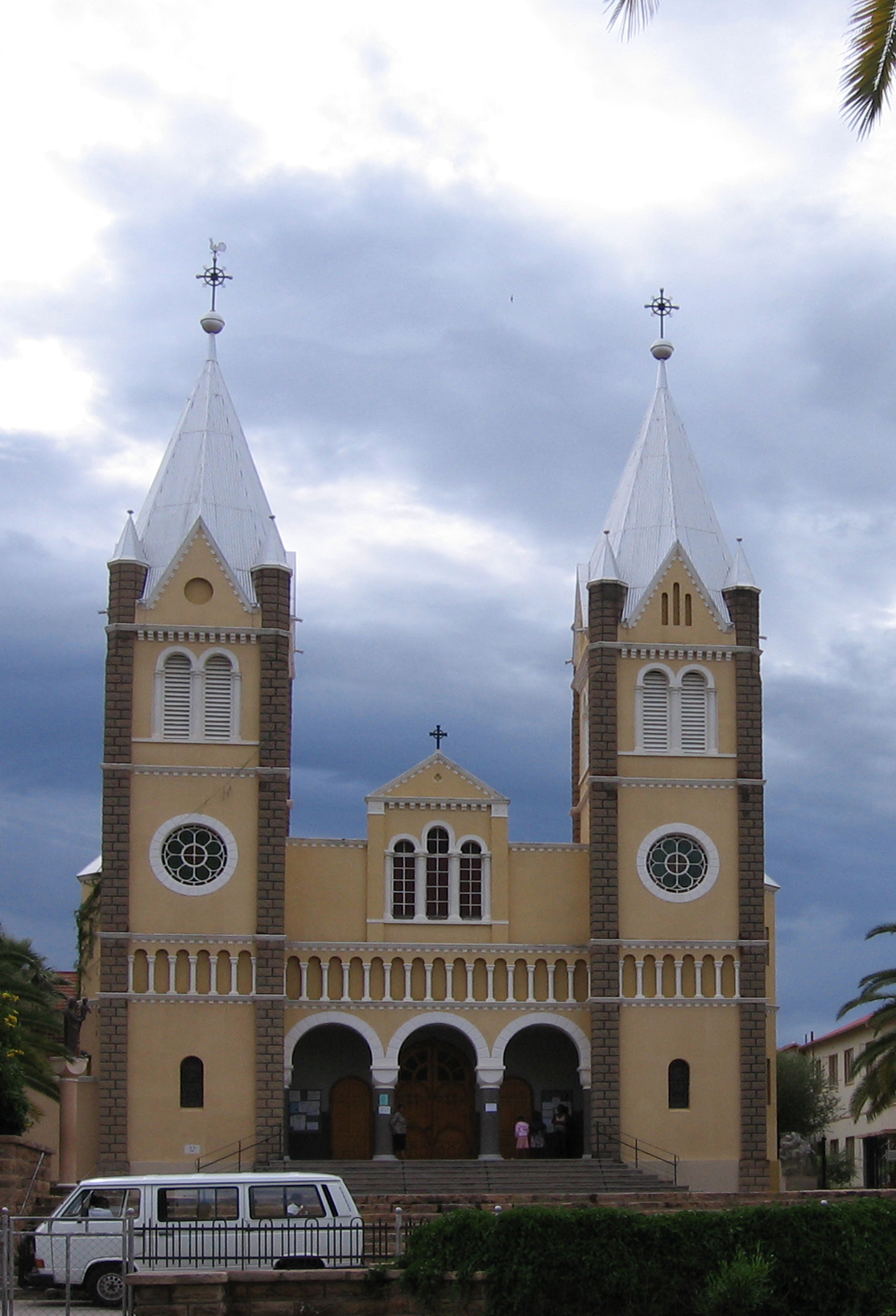
Кафедральный собор Виндхука

Католицизм в Намибии. Католическая церковь Намибии является частью всемирной Католической церкви. Численность католиков в Намибии составляет около 404 тысяч человек(17 % от общей численности населения) по данным Католической энциклопедии; 375 тысяч человек (16,8 %) по данным сайта Catholic Hierarchy.

## История
Первый факт прихода христиан на территорию современной Намибии связан с экспедицией Бартоломеу Диаша, которая в 1486 высадилась на берег и водрузила на побережье современной Намибии крест. Постоянные христианские миссии, однако, появились здесь только в 1842 году, когда в Намибии начали работать немецкие и финские лютеранские проповедники. Первые католические миссионеры прибыли сюда из соседней Анголы только в 1878 году. В 1884 году Намибия стала германской колонией. Католическую миссию в Германской Намибии вели священники из конгрегации облатов, до 1903 года они лишь окормляли европейцев-католиков, но после 1903 года начали миссию среди местного населения.
В 1892 году была основана апостольская префектура Нижняя Зимбебазия, в 1926 году преобразованная в апостольский викариат Виндхука. В 1909 году образована апостольская префектура Большого Намакаланда, в 1939 преобразованная в апостольский викариат, а в 1949 году переименованная в апостольский викариат Китмансхупа.
После ликвидации немецких колоний в результате поражения Германии в Первой мировой войне управление Намибией было передано по мандату Лиги Наций Южно-Африканскому Союзу, впоследствии Южно-Африканской Республике. В 1966 году мандат был аннулирован, однако ЮАР отказалась предоставить Намибии независимость. Католическая церковь в Намибии противодействовала апартеиду, осуществляла образовательные, медицинские и прочие благотворительные программы для местного населения. В 1990 году Намибия стала независимой.
В 1996 году образована Конференция католических епископов Намибии. В том же году установлены дипломатические отношения Намибии и Святого Престола и открыта нунциатура в Виндхуке.

## Современное состояние
В настоящее время Католическая церковь может осуществлять свою деятельность свободно, однако лишь 9 % священников являются местными уроженцами. В 1994 году были организованы постоянные церковные структуры: архиепархия-митрополия Виндхука, которой подчинены епархия Китмансхупа и апостольский викариат Рунду.
Католики формируют третью по численности религиозную общину страны (17 % населения), уступая протестантам (60 %) и последователям африканских культов (20 %). В стране служат 82 священника, действуют 91 приход.